# Kangdzsini fazekasműhelyek
A kangdzsin (gangjin)i fazekasműhelyek (hangul: 강진 고려청자 요지, Kangdzsin Korjo cshongdzsa jodzsi, handzsa: 康津 高麗靑瓷 窯址, RR: Gangjin Goryeo cheongja yoji) örökségvédelem alatt álló terület Dél-Korea Dél-Csolla (Jeolla) tartományában, Kangdzsin (Gangjin) megyében, mely mintegy száz Korjo (Goryeo)  (918–1392) korabeli égetőkemencét foglal magába. Ezen felül több tucat hasonló fazekasműhely van szétszórva a környéken. A terület 1994-ben óta szerepel az UNESCO világörökségi javaslati listáján.

## Jellemzői

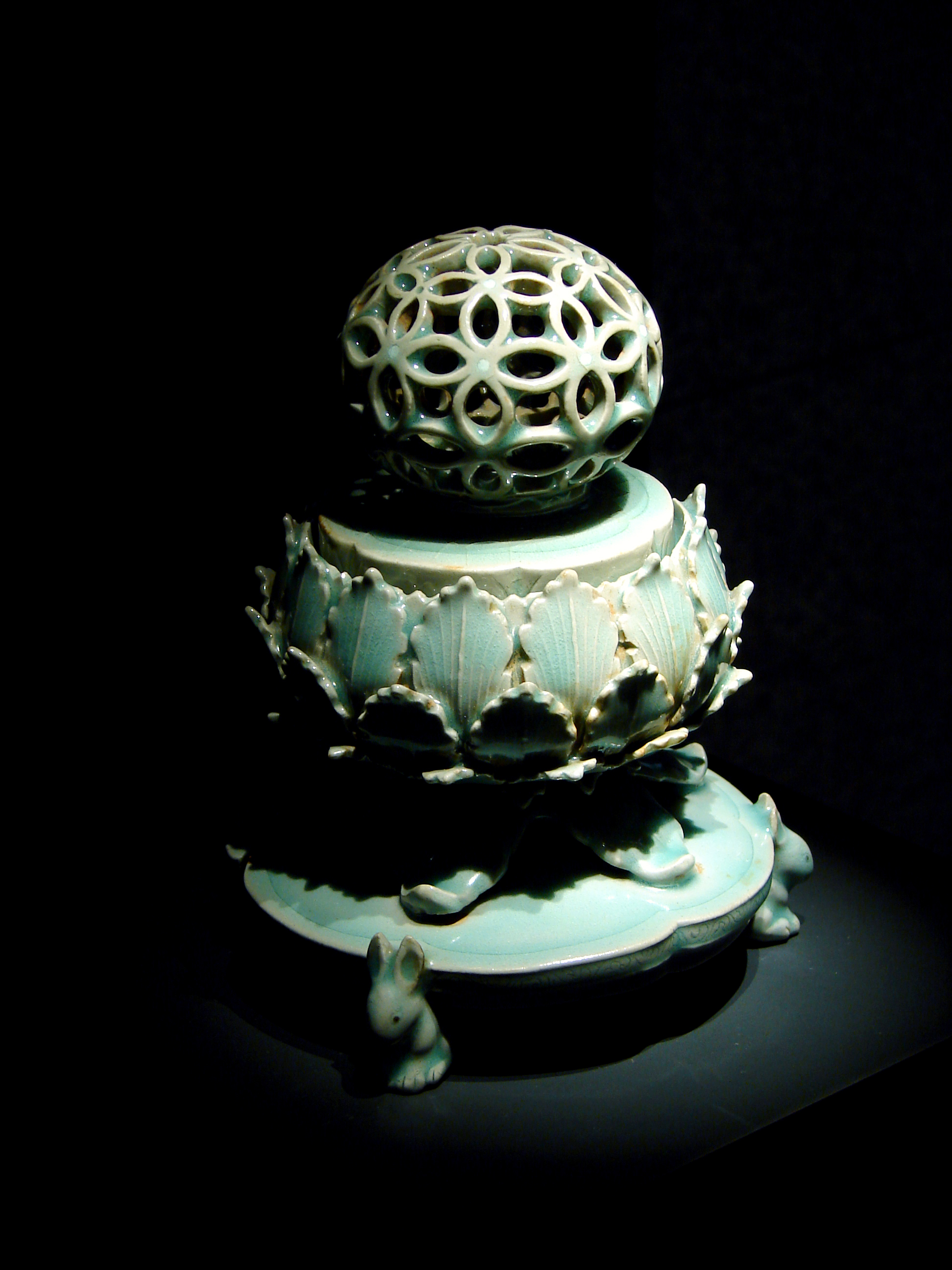
Szeladon tömjénégető a Korjo (Goryeo) korból

Kangdzsin (Gangjin) megye falvaiban, a tengerparton elszórva számos Korjo (Goryeo) kori fazekasműhely található, ahol hajdanán agyagedényeket és szeladon tárgyakat készítettek. Sok található belőlük a területen keresztülvágó Jonguncshon (Yonguncheon) patak mentén. Ideális helyszín volt ez a fazekasság műveléséhez, a környék hegyei gazdagok kaolinitban és szilícium-dioxidban, és a szükséges mennyiségű faanyag is megtermett itt. A tengerparti elhelyezkedés lehetővé tette a könnyű és gyors szállítmányozást is. Csak Jongun-ri (Yongun-ri) faluban több mint 75 égetőkemence található, itt a 10. század elejétől a 11. század közepéig szeladonedényeket gyártottak. Az itt talált töredékek kékes színűek, ami azt jelenti, hogy a fazekasok még nem sajátították el a korra később nagyon jellemző zöld színű szeladon készítési technikáját. Mintegy 37 műhely jó állapotban maradt fenn. A területen kínai égetőkemencékre utaló maradványokat is találtak. Kjejul-ri (Gyeyul-ri) faluban 59 műhely található, itt a 11. század vége és a 13. század eleje között dolgoztak a fazekasmesterek. Szadang-ri (Sadang-ri) területén 43 ilyen műhely fedezhető fel, többségük erőteljesen leromlott állapotú, mivel a területet később felszántották. Itt a 12. és 13. század közé sorolhatók a leletek, melyek már jellegzetes zöld színű szeladonra utalnak. Néhány műhely talán még a 14. században is működött itt.